# Yvona Brzáková
Yvona Brzáková (Levoča, 23 april 1956) is een voormalig tennisspeelster uit Tsjecho-Slowakije, in het deel dat nu Slowakije is. Zij was actief in het internationale tennis van 1979 tot in 1986.
Brzáková speelde in 1980 met Iva Budařová twee partijen voor Tsjecho-Slowakije op de Fed Cup, die zij beide won.
In 1982 won zij met Kateřina Skronská de dubbelspeltitel op het WTA-toernooi van Kitzbühel.
Haar beste resultaat op de grandslamtoernooien is het bereiken van de derde ronde, op Roland Garros 1983.

## Posities op deWTA-ranglijst
Positie per einde seizoen:
| jaar | rang enkelspel | rang dubbelspel |
| ---- | -------------- | --------------- |
| 1979 | 102            | –               |
| 1980 | 105            | –               |
| 1981 | 99             | –               |
| 1982 | 156            | –               |
| 1983 | 144            | –               |
| 1984 | 191            | 184             |
| 1985 | 281            | 211             |

## Palmares

### WTA-finaleplaatsen enkelspel
geen

### WTA-finaleplaatsen vrouwendubbelspel
| nr.              | finale     | toernooi      | ondergrond    | partner           | tegenstandsters                | score    | ref    |
| ---------------- | ---------- | ------------- | ------------- | ----------------- | ------------------------------ | -------- | ------ |
| gewonnen finales |            |               |               |                   |                                |          |        |
| 1.               | 1982-07-25 | WTA Kitzbühel | gravel        | Kateřina Skronská | Jill Patterson Courtney Lord   | 6-1, 7-5 | [ 13 ] |
| verloren finales |            |               |               |                   |                                |          |        |
| 1.               | 1980-01-27 | WTA Ogden     | hardcourt (i) | Rosalyn Fairbank  | Sherry Acker Mary Carillo      | 1-6, 2-6 | [ 14 ] |
| 2.               | 1982-02-07 | WTA Ogden     | hardcourt (i) | Marcela Skuherská | Iva Budařová Catherine Tanvier | 3-6, 2-6 | [ 15 ] |

## Resultaten grandslamtoernooien
| Legenda | Legenda                          |
| ------- | -------------------------------- |
| g.t.    | geen toernooi gehouden           |
| l.c.    | lagere categorie                 |
| –       | niet deelgenomen                 |
| G       | uitgeschakeld in de groepsfase   |
| 1R      | uitgeschakeld in de eerste ronde |
| 2R      | uitgeschakeld in de tweede ronde |
| 3R      | uitgeschakeld in de derde ronde  |
| 4R      | uitgeschakeld in de vierde ronde |
| KF      | uitgeschakeld in de kwartfinale  |
| HF      | uitgeschakeld in de halve finale |
| F       | de finale verloren               |
| W       | het toernooi gewonnen            |
| w-v     | winst/verlies-balans             |

### Enkelspel
| toernooi        | 1980 | 1981 |    | 1983 | 1984 |
| --------------- | ---- | ---- | -- | ---- | ---- |
| Australian Open | –    | –    | –  | –    |      |
| Roland Garros   | –    | 1R   | 3R | 1R   |      |
| Wimbledon       | 1R   | –    | 1R | –    |      |
| US Open         | –    | 1R   | –  | –    |      |

### Vrouwendubbelspel
| toernooi        | 1980 | 1981 |    | 1983 | 1984 |
| --------------- | ---- | ---- | -- | ---- | ---- |
| Australian Open | –    | –    | –  | –    |      |
| Roland Garros   | 1R   | 1R   | 2R | 1R   |      |
| Wimbledon       | 1R   | –    | –  | –    |      |
| US Open         | –    | 2R   | 1R | 1R   |      |